# Lac de Saint-Cassien

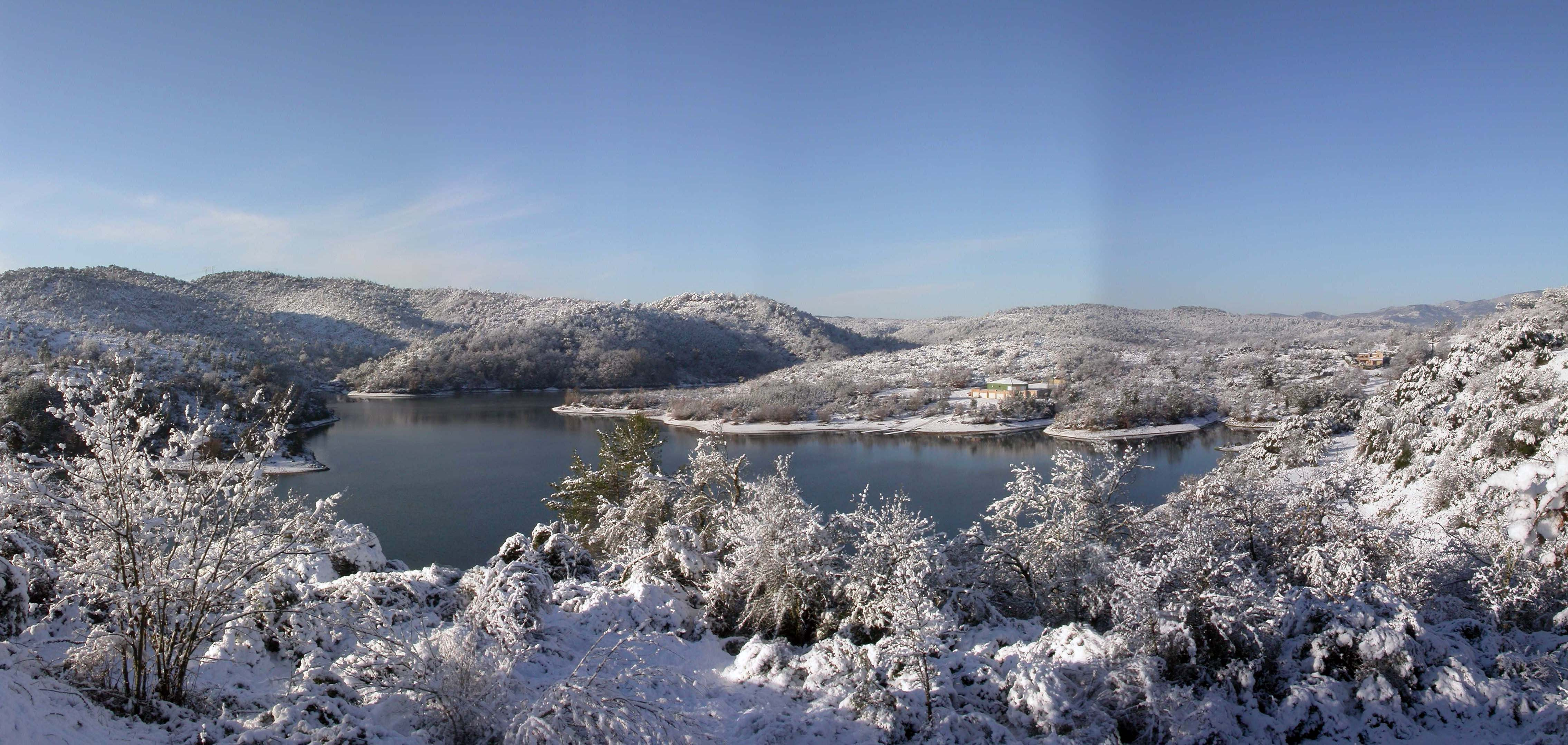
Stausee im Winter

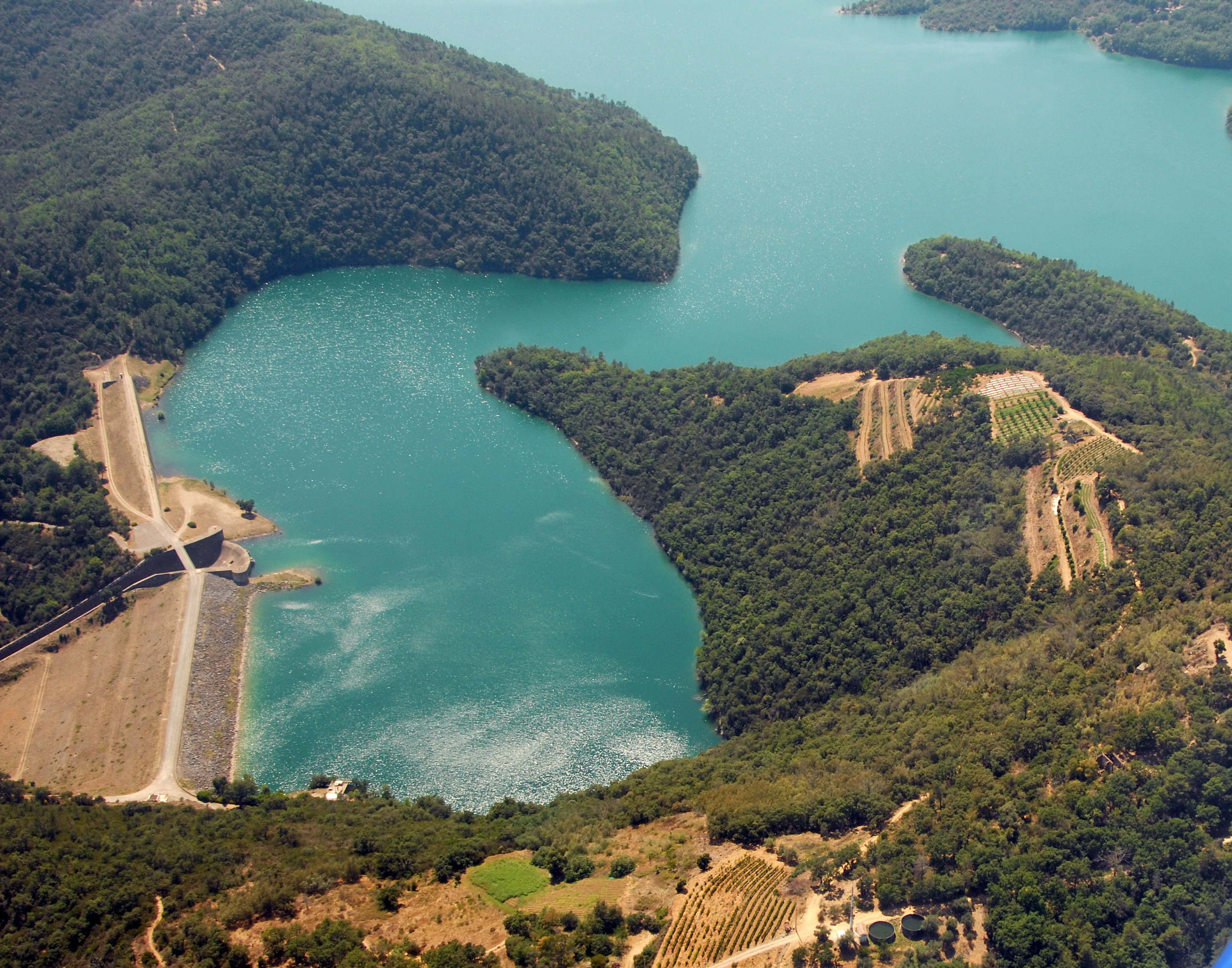
See und Staudamm

Der Lac de Saint-Cassien ist ein Stausee des Flusses Biançon, eines Nebenflusses der Siagne, im Departement Var im Süden Frankreichs.
Der Staudamm wurde in den 1960er Jahren erbaut und der See auf einer Fläche von etwa 600 Hektar angestaut. Am Damm erreicht der See eine Tiefe von über 50 Metern.
Angesichts des klaren Wassers und der angenehmen Wassertemperaturen von bis zu 30 °C im Sommer stellt der See ein Paradies für Urlauber und Wassersportler aller Arten (Schwimmen, Segeln, Windsurfen, Rudern, Tauchen) dar.